# Shruti
Un shruti (sruti box o surpeti) és un instrument originari del subcontinent indi, que tradicionalment funciona amb un sistema de manxes. És similar a un harmònium i s’utilitza per proporcionar un bordó en una sessió de pràctiques o un concert de música clàssica índia.S'utilitza com a acompanyament d'altres instruments i, sobretot, de la flauta travessera. El shruti també s'utilitza en el cant clàssic. En el cant clàssic, l'instrument shruti s'utilitza per afinar la veu. L'ús de la caixa s'ha ampliat amb les influències interculturals de la música del món i la música de la nova era per proporcionar un bordó a molts altres instruments i també als vocalistes.
Els botons ajustables permeten sintonitzar els sons. Avui en dia s’utilitzen habitualment caixes electròniques shruti, que s’anomenen shruthi pettige en kanarès, shruti petti en tàmil i telugu i sur peti en hindi. Les versions més modernes també permeten fer canvis en el tempo i tocar notes com Madhyamam, Nishadam en lloc de les tres notes habituals (és a dir, Shadjam inferior, panchamam i shadjam superior).

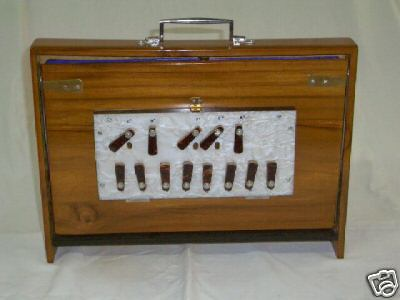
Shruti

## Història
Abans de l'arribada de l'harmònium al subcontinent indi, els músics feien servir una tambura o un instrument de referència de to específic, com el nadaswaram, per produir el bordó. Algunes formes de música com ara Yakshagana utilitzaven el pungi com a bordó. Després que l'harmònium occidental de manxes petites es popularitzés, els músics modificarien l'harmònium per produir automàticament el to de referència. Normalment, s’obria la tapa i s’ajustava el registre de l’harmonium per produir un bordó.
Més tard, es va inventar una versió sense clau de l'harmònium amb el propòsit específic de produir el so del bordó. Se li va donar el nom de caixa shruti o caixa sruti. Aquest tipus d’instruments tenien controls a la part superior o lateral de la caixa per controlar el to.
La caixa shruti gaudeix d’un renaixement a Occident entre músics tradicionals i contemporanis, que l’utilitzen per a diversos estils. A principis dels anys noranta, el cantant tradicional irlandès Nóirín Ní Riain va portar la caixa shruti a Irlanda, donant-li un lloc a la música tradicional irlandesa. Més recentment, l'artista folk escocesa Karine Polwart ha defensat l'instrument i l'ha utilitzat en algunes de les seves cançons. Als cantants els resulta molt útil com a acompanyament i els instrumentistes gaudeixen de la referència de bordons que proporciona.